# Chrysobothris lucana
Chrysobothris lucana es una especie de escarabajo del género Chrysobothris, familia Buprestidae. Fue descrita científicamente por Horn en 1894.
Esta especie se encuentra en Oregón, California, Arizona y México.
Se alimenta de Simmondsia chinensis (Simmondsiaceae).